# Gran Premi de l'oest dels Estats Units del 1977
Resultats del Gran Premi de l'oest dels Estats Units de Fórmula 1 de la temporada 1977, disputat al circuit de Long Beach, el 3 d'abril del 1977.

## Resultats
| Pos | No | Pilot              | Equip                | Voltes | Temps/ Retirada          | Pos. de sortida | Punts |
| --- | -- | ------------------ | -------------------- | ------ | ------------------------ | --------------- | ----- |
| 1   | 5  | Mario Andretti     | Lotus - Ford         | 80     | 1h 51' 35. 470           | 2               | 9     |
| 2   | 11 | Niki Lauda         | Ferrari              | 80     | + 0.773 s                | 1               | 6     |
| 3   | 20 | Jody Scheckter     | Wolf - Ford          | 80     | + 4.857 s                | 3               | 4     |
| 4   | 4  | Patrick Depailler  | Tyrrell - Ford       | 80     | + 1' 14. 487 min.        | 12              | 3     |
| 5   | 28 | Emerson Fittipaldi | Fittipaldi - Ford    | 80     | + 1' 20. 908 min.        | 7               | 2     |
| 6   | 34 | Jean Pierre Jarier | Penske - Ford        | 79     | + 1 Volta                | 9               | 1     |
| 7   | 1  | James Hunt         | McLaren - Ford       | 79     | + 1 Volta                | 8               |       |
| 8   | 6  | Gunnar Nilsson     | Lotus - Ford         | 79     | + 1 Volta                | 16              |       |
| 9   | 26 | Jacques Laffite    | Ligier - Matra       | 78     | Part elèctrica           | 5               |       |
| 10  | 10 | Brian Henton       | March - Ford         | 77     | + 3 Voltes               | 18              |       |
| 11  | 18 | Hans Binder        | Surtees - Ford       | 77     | + 3 Voltes               | 19              |       |
| Ret | 3  | Ronnie Peterson    | Tyrrell - Ford       | 62     | Prob. amb el combustible | 10              |       |
| Ret | 22 | Clay Regazzoni     | Ensign - Ford        | 57     | Caixa canvi              | 13              |       |
| Ret | 8  | Hans Joachim Stuck | Brabham - Alfa Romeo | 53     | Frens                    | 17              |       |
| Ret | 17 | Alan Jones         | Shadow - Ford        | 40     | Caixa canvi              | 14              |       |
| Ret | 2  | Jochen Mass        | McLaren - Ford       | 39     | Direcció                 | 15              |       |
| DSQ | 7  | John Watson        | Brabham - Alfa Romeo | 33     | Desqualificat            | 6               |       |
| Ret | 16 | Renzo Zorzi        | Shadow - Ford        | 27     | Caixa canvi              | 20              |       |
| Ret | 9  | Alex Ribeiro       | March - Ford         | 15     | Caixa canvi              | 22              |       |
| Ret | 12 | Carlos Reutemann   | Ferrari              | 5      | Accident                 | 4               |       |
| Ret | 30 | Brett Lunger       | March - Ford         | 4      | Accident                 | 21              |       |
| Ret | 19 | Vittorio Brambilla | Surtees - Ford       | 0      | Accident                 | 11              |       |

## Altres
- Pole: Niki Lauda 1' 21. 63

- Volta ràpida: Niki Lauda 1' 21. 65 (a la volta 62)